# معلومات الألعاب الأوروبية
معلومات الألعاب الأوروبية (بالإنجليزية: Pan European Game Information)‏، أيضاً يعرف بـ بي إي جي آي (PEGI)، هو نظام أوروبي لتقييم محتوى ألعاب الفيديو الذي أنشئ لمساعدة الآباء الأوروبين على اتخاذ قرارات مستنيرة بشأن شراء ألعاب الكمبيوتر مع شعارات على صناديق الألعاب. تم تطويره من قبل الاتحاد الأوروبي للبرمجيات التفاعلية (Interactive Software Federation of Europe أو ISFE) ودخلت حيز الاستخدام في أبريل 2003؛ حلت محل العديد من أنظمة التقييم الوطنية مع نظام أوروبي موحد. نظام الـ بي إي جي آي يستخدم الآن في أكثر من ثلاثين بلداً، وأنه مقتبس من مدوّنة قواعد السلوك، التي هي مجموعة من القواعد التي على كل ناشر باستخدام نظام الـ بي إي جي آي كما هو مرتكب تعاقدياً.

## تصنيفات الأعمار
|  |  |  |  |  |

- 3: يعد المحتوى من هذه الألعاب مُصنف على أنه مناسب لجميع الفئات العمرية. قد يتواجد بعض العنف ولكن تعتبر في سياق كوميدي (كمثال: توم وجيري) الطفل لا ينبغي أن يكون قادرا على ربط الشخصيات على الشاشة مع الشخصيات في الحياة الواقعية. الألعاب التي تمتلك هذا التصنيف لاتحتوي على كلام بذيء أو أصوات تخيف الأطفال. عمومًا هذا التصنيف يعد آمن ومناسب للأطفال لمن أعمارهم في سن الثالثة وفوق.
- 7: يعد هذا المحتوى من الألعاب مشابه لتصنيف PEGI 3 ولكن الفرق هنا هو أن الألعاب التي تحتوي على هذا التصنيف من المحتمل وجود بعض المشاهد المخيفة أو الأصوات المخيفة لذلك وضعت في هذا التصنيف المناسب لمن أعمارهم في سِن السابعة وفوق.
- 12: تم تصنيف الألعاب التي تحتوي على هذا الرمز على أحتواءها بعض أعمال العنف القليلة. واحتواءها على ألفاظ سيئة بسيطة ومناظر تندرج تحت البيئات الخيالية وغير الحقيقة.. هذا التصنيف مناسب لمن أعمارهم في سِن الـ 12 وفوق.
- 16: تم تصنيف الألعاب التي تحتوي على هذا الرمز على تصويرها لمشاهد عنيفة قد تصل إلى مرحلة تجعل اللاعبين يتوقعون أنها مشابهة كما هي في الحياة الحقيقية.. وأحتواءها على كلمات بذيئة وغير مناسبة للأطفال. وقد تحتوي على أنشطة إجرامية كإستعمال التبغ والمخدرات، وهذا التصنيف مناسب لمن أعمارهم في سِن الـ 16 وفوق.
- 18: تم تصنيف الألعاب التي تحتوي على هذا الرمز على احتواءها لمشاهد عنيفة جداً والتي من شأنها أن تجعل اللاعب يشعر بالاشمئزاز من قوة هذه المشاهد. جميع الألعاب تذكر سبب وضعها في هذا التصنيف سواءً كانت تحتوي على: العنف، الكلام البذئ، مشاهد مخيفة، مشاهد جنسية، مخدرات، تفرقة عنصرية، قمار … وهذا التصنيف مناسب لمن أعمارهم في سِن الـ 18 وفوق.

## أوصاف المحتوى

كانت المنطقة العربية تعتمد على أوصاف المحتوى لتعليمات PEGI باللغة العربية سنة 2013م.

الألعاب التي تصنف على أنها للبالغين (PEGI 18) يجب عليها ذكر سبب وضعها في هذا التصنيف وهناك رموز تبين لك السبب وعددها ثمانية وهي:
| الرمز                       | واصف المحتوى                                                    | التصنيف العمري المناظر |
| --------------------------- | --------------------------------------------------------------- | ---------------------- |
|                             | اللعبة تحتوي على تصوير مشاهد عنف.                               |                        |
|                             | اللعبة تحتوي على ألفاظ نابية وغير مناسب للأطفال.                |                        |
|                             | اللعبة قد تكون مخيفة أو مرعبة للأطفال الصغار.                   |                        |
|                             | اللعبة التي تصور التعري أو السلوك الجنسي أو الإشارات الجنسية.   |                        |
|                             | اللعبة تشير إلى استخدام وتعاطي المخدرات.                        |                        |
|                             | الألعاب التي تشجع أو تعلم لعب القمار.                           |                        |
| ملف:PEGI Discrimination.svg | اللعبة تحتوي على أشياء تشجع على التمييز (المقصود بها العنصرية). |                        |
|                             | اللعبة يمكن أن تُلعب على شبكة الأنترنت.                          |                        |

## وصلات خارجية
- الموقع الرسمي
- الموقع الرسمي لأجل ألعاب الإنترنت
- موقع الـ ISFE
- فيديو لـ PEGI على يوتيوب